# Jakob Johansson
Jakob Johansson (Trollhättan, 21 de junho de 1990) é um futebolista sueco que joga como defesa ou médio. Atualmente, joga no IFK Göteborg.
Está na seleção sueca desde 2013.

## Carreira

### AEK Atenas
Johansson se transferiu para o AEK Atenas, em 2014.

## Títulos
AEK Atenas
- Superliga Grega: 2017–18